# Pohleď

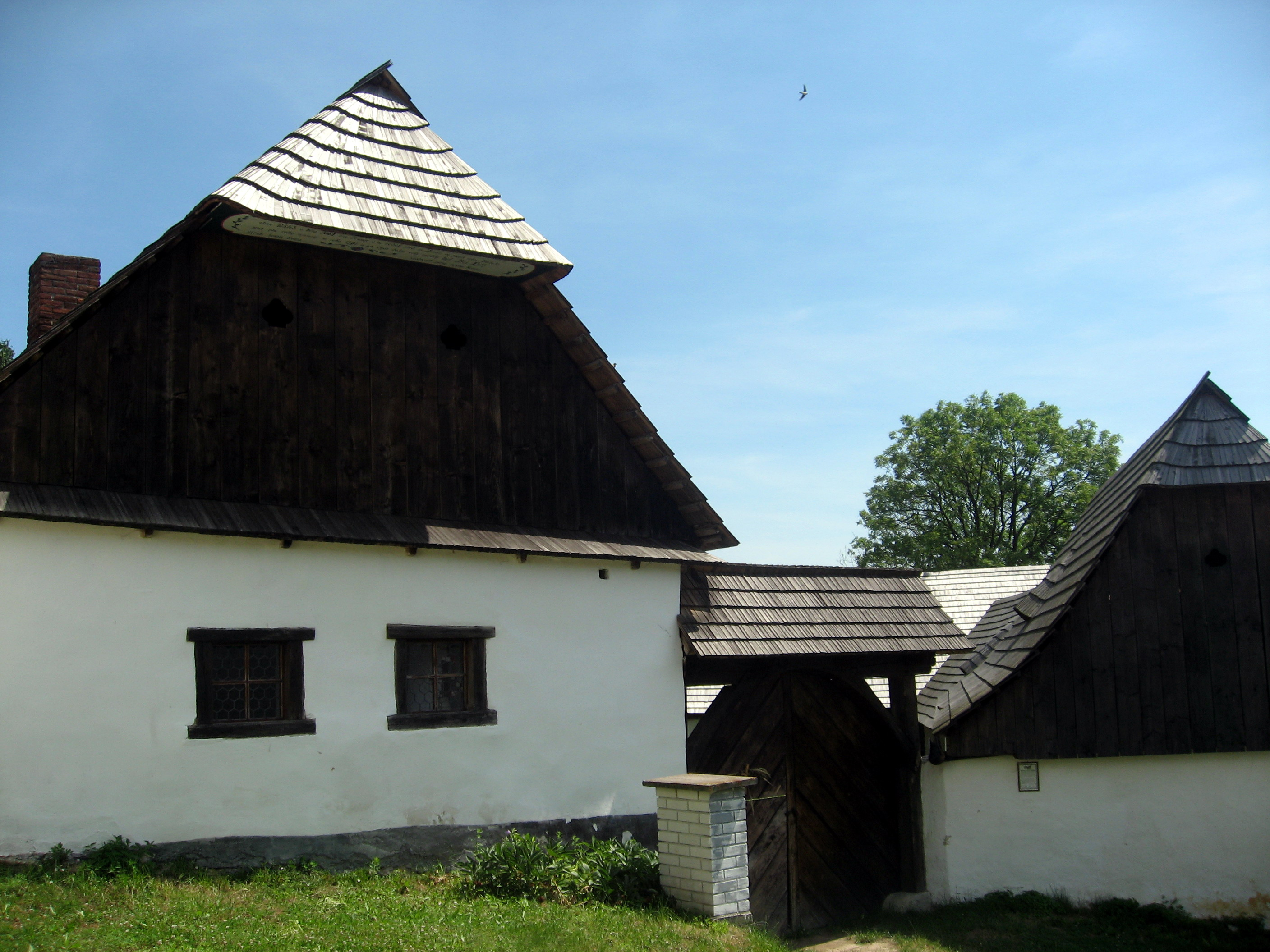
Michalův statek

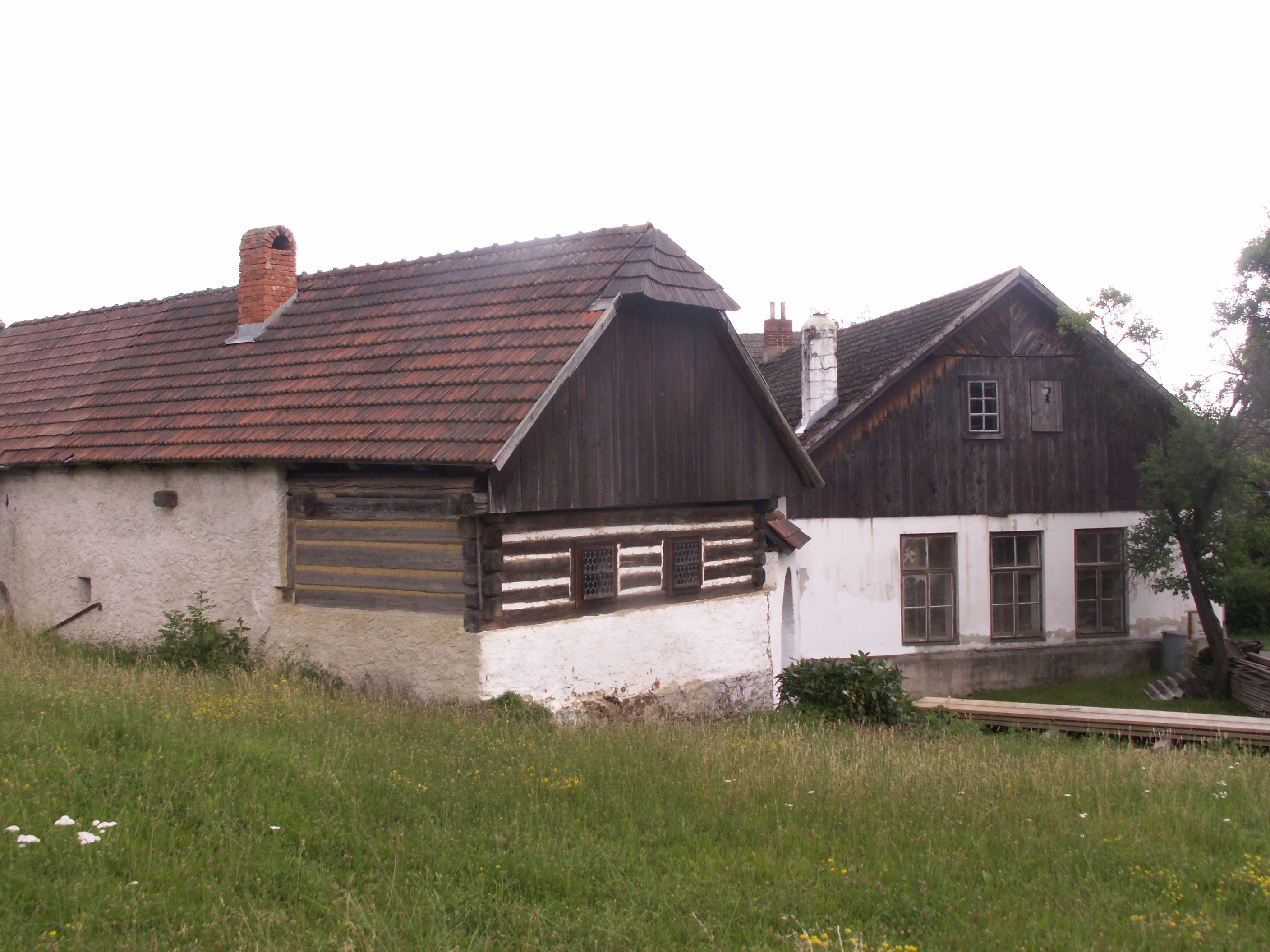
Michalův statek

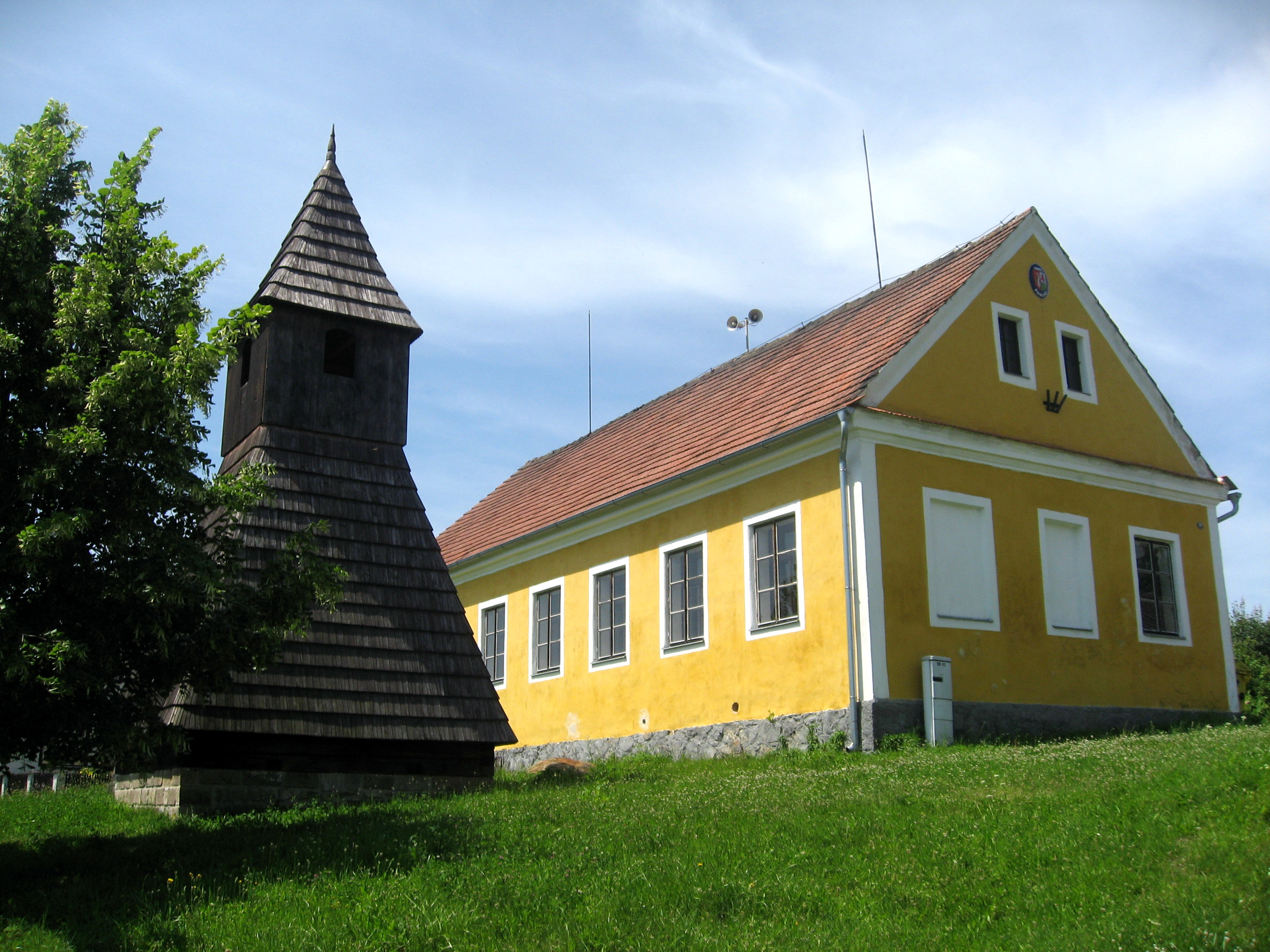
Glockenturm

Pohleď, 1950–2003 Horní Pohleď (deutsch Pohled, auch Pochled) ist eine Gemeinde in Tschechien. Sie befindet sich vier Kilometer südöstlich der Stadt Světlá nad Sázavou und gehört zum Okres Havlíčkův Brod.

## Geographie
Pohleď befindet sich rechtsseitig über dem Tal der Sázava in der Hornosázavská pahorkatina (Hügelland an der oberen Sázava). Nördlich erhebt sich der Sýkoří vrch (530 m n.m.). Im Süden verläuft die Bahnstrecke Znojmo–Nymburk durch das Sázava-Tal.
Nachbarorte sind Dobrá Voda und Janovec im Nordosten, Lučice im Osten, Valečov, Olešnice und Babice im Südosten, Dobrá nad Sázavou im Süden, Nová Ves u Světlé im Südwesten sowie Příseka und Světlá nad Sázavou im Nordwesten.

## Geschichte
Pohleď wurde im Laufe des 12. Jahrhunderts bei der Kolonisation des Berglandes an der Sázava angelegt. Der Ort gehörte seit seinem Bestehen zu den Besitzungen des Klosters Vilémov. Erstmals urkundlich wurde Pohleď im Jahre 1400 im Zusammenhang mit dem Landadligen Mikeš, genannt Hřebec von Pohled, erwähnt. 1412 gerieten Mikeš und dessen Sohn Petr mit dem Abt des Klosters in Streit wegen einer Geldforderung. 1415 schlossen sich die Hřebec von Pohled Jan Hus an. In den nachfolgenden Jahren verlegten sie ihren Sitz nach Okrouhlice und nannten sich Hřebec von Okrouhlice, später nur noch von Okrouhlice. Nach den Hussitenkriegen erwarben die Herren Trčka von Lípa das Gut Pohleď und schlossen es die Herrschaft Lipnice an. Später wurde der Sitz der Herrschaft nach Světlá verlegt. Zum Ende des Dreißigjährigen Krieges wurde Pohleď der Herrschaft Habern zugeordnet.
Nach dem Tod von Jan Rudolf Trčka von Lípa erwarb 1634 der kaiserliche General Johann Reinhard von Walmerode auf Nymburk die Herrschaft Habern. Er zeigte wenig Interesse an dem neuen Besitz, fand dafür aber keinen Käufer. Im Jahre 1666 kaufte Johanna Eusebia Barbara Zdiarsky von Zdiar die Herrschaft Habern von den minderjährigen Walmerodschen Erben. Die angeheiratete Reichsgräfin Caretto di Millesimo verkaufte Habern 1681 an Johann Sebastian von Pötting und Persing auf Žáky. Im Jahre 1770 bestand Pohleď aus 19 Bauernwirtschaften und einem Wirtshaus am Dorfplatz. 1802 verkaufte Adolph von Pötting und Persing die Herrschaft Habern mit den angeschlossenen Gütern Tieß und Zboží an Johann von Badenthal, von dem sie 1814 sein Sohn Joseph erbte.
Im Jahre 1840 bestand das im Caslauer Kreis gelegene Dorf Pohled aus 31 Häusern, in denen 220 Personen, darunter eine jüdische Familie lebten. Pfarrort war Swietla. Bis zur Mitte des 19. Jahrhunderts blieb Pohled der Herrschaft Habern untertänig.
Nach der Aufhebung der Patrimonialherrschaften bildete Pohled ab 1849 eine Gemeinde im Gerichtsbezirk Habern. Ab 1868 gehörte der Ort zum Bezirk Časlau. Franz von Puthon, der 1862 die Grundherrschaft Habern mit Tieß und Zboží erworben hatte, verkaufte sie 1869 an Franz Altgraf von Salm-Reifferscheidt-Hainspach auf Světlá. 1869 hatte Pohled 252 Einwohner und bestand aus 34 Häusern. Am 21. Dezember 1870 erhielt der Ort mit der Eröffnung des Teilstückes zwischen Goltsch-Jenikau und Deutschbrod durch die Österreichische Nordwestbahn einen Anschluss an das Eisenbahnnetz. Nach dem Tode des Franz von Salm-Reifferscheidt fiel die Grundherrschaft 1887 seiner Schwester Johanna verw. von Thun und Hohenstein auf Klösterle und Žehušice zu, 1892 erbte ihr Sohn Joseph Oswald von Thun-Hohenstein-Salm-Reifferscheidt den Großgrundbesitz. Im Jahre 1900 lebten in Pohled 218 Menschen, 1910 waren es 223. Seit 1924 wurde der Ortsname Pohleď verwendet. 1930 hatte Pohleď 200 Einwohner und bestand aus 41 Häusern. 1949 wurde die Gemeinde dem Okres Ledeč nad Sázavou zugeordnet, seit der Gebietsreform von 1960 gehört sie zum Okres Havlíčkův Brod. Auf der Grundlage eines Erlasses des Innenministeriums erfolgte 1950 die Umbenennung in Horní Pohleď. 1961 wurde das Dorf nach Příseka u Světlé eingemeindet. Zum 1. Januar 1992 sich Horní Pohleď wieder los und bildete eine eigene Gemeinde. Beim Zensus von 2001 lebten in den 42 Häusern der Gemeinde 70 Personen. Im Januar 2004 wurde der Gemeindename Horní Pohleď wieder in Pohleď geändert. Seit 2004 führt die Gemeinde ein Wappen und Banner. Am 20. August 2016 erfolgt die feierliche Weihe einer Büste für Kaiser Franz Joseph I. Pohleď ist damit die einzige Gemeinde Tschechiens, in der seit dem Ende des Ersten Weltkrieges einem österreichischen Kaiser ein Denkmal gesetzt wurde.

## Sehenswürdigkeiten
- Michalův statek (Michal-Gut), das aus Wohnhaus, Speichern, Ställen und Scheunen bestehende Gehöft ist seit 1591 nachweisbar. Es wurde 2000 im verfallenen Zustand von der Gemeinde erworben und saniert. Das Freilichtmuseum wurde im März 2003 zum Kulturdenkmal erklärt, seit 2014 ist es ein Nationales Kulturdenkmal.[6]
- Hölzerner Glockenturm